# Schizopelex
Schizopelex is een geslacht van schietmotten uit de familie van de Sericostomatidae. Het geslacht werd voor het eerst wetenschappelijk beschreven door McLachlan in 1876.

## Soorten
Het genus bevat de volgende soorten:

- Schizopelex anatolica F. Schmid, 1964
- Schizopelex cachetica A.V. Martynov, 1913
- Schizopelex festiva (Rambur, 1842)
- Schizopelex furcifera McLachlan, 1880
- Schizopelex genalica Ruiz-Garcia, 2014
- Schizopelex huettingeri Malicky in Malicky & Kumanski, 1974
- Schizopelex persica F. Schmid, 1964
- Schizopelex pontica A.V. Martynov, 1913
- Schizopelex rhamnes H. Malicky, 1976